# Johannes Kemter
Johannes Kemter (* 20. September 1918 in Chemnitz; † 20. Januar 1998 in Dresden) war ein deutscher Konzertmusiker (Pauke, Schlagzeug, Violine), Opernsänger (Tenor) und Gesangspädagoge.

## Leben
Johannes Kemter wurde am 20. September 1918 in Chemnitz in Sachsen geboren. Noch im selben Jahr übersiedelte die Familie nach Dresden. Als Kind bekam er Geigenunterricht und zu Beginn der 1930er Jahre machte er die Aufnahmeprüfung an der „Orchesterschule der Sächsischen Staatskapelle“. Dort war sein Hauptfach Pauke bei Heinrich Knauer und das Nebenfach Violine bei Arthur Tröber.
Ermutigt durch den Staatsopernkapellmeister Kurt Striegler begann er im letzten Studienjahr mit dem Gesangsstudium.
Im Jahre 1939 machte er das Examen als Orchestermusiker.
Anschließend erhielt er ein Engagement als Orchestermusiker für Pauke, Schlagzeug und Violine am Theater Aachen unter Herbert von Karajan.
Zwei Jahre später wechselte er nach Wien als 1. Pauker. In den Jahren 1941–1944 vervollkommnete er an der Staatsakademie für Musik und darstellende Kunst in Wien seine Gesangsausbildung. Außerdem erhielt er einen gesangspädagogischen Abschluss.
Nach Ausrufung des „totalen Kriegs“ und Einstellung des Theaterbetriebs ging er in seine Heimatstadt Dresden zurück.
Nach Kriegsende, am 1. Juli 1945 wurde er an die Sächsische Staatskapelle unter Joseph Keilberth als Pauker und Schlagzeuger verpflichtet. Einige Wochen später folgte sein Debüt als Sänger im Fach Tenorbuffo als Junker Spärlich in „Die lustigen Weiber von Windsor“ an der Staatsoper Dresden. Diese Tätigkeit dominierte bald, so dass die Nebenarbeit am Schlagzeug nicht mehr möglich war.
Seine beim Publikum bekannteste und beliebteste Rolle war die Rolle der Hexe in „Hänsel und Gretel“.
Zusätzlich zu seinem Engagement als Opernsänger begann er in den 1950er Jahren als Gesangslehrer zu arbeiten. Seine erste Schülerin war Hermi Ambros, die 1957 an der Staatsoper Dresden engagiert wurde. Es folgten Peter Schreier und Siegfried Vogel. Weiter Schüler waren Rolf Tomaszewski, Klaus König, Klaus Gerber und Spas Wenkoff.